# Oligobuninae
Oligobuninae — вимерла підродина хижих ссавців із родини мустелових, відома з відкладів міоцену в Північній Америці. Наразі відомо понад 20 видів цієї підродини.